# Horta Sud

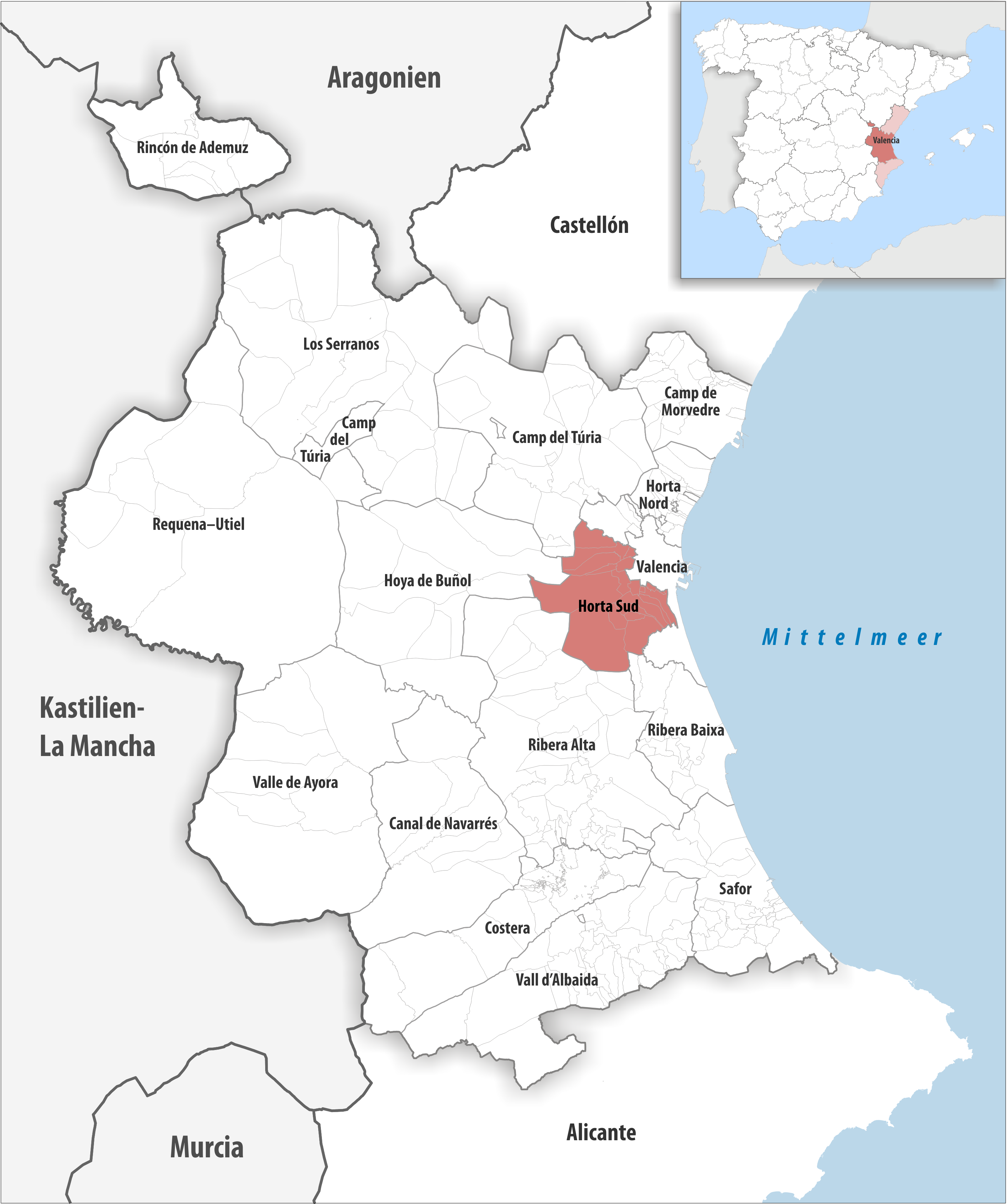
L'Horta Sud respecte altres comarques.

L'Horta Sud és una comarca valenciana, ubicada al sud de l'Àrea Metropolitana de València.
Històricament, ha format part de la comarca de l'Horta, que dividida al seu torn entre l'Horta Nord i l'Horta Sud. De facto, l'Horta Sud es va dividir també, no sense polèmica, entre una nova comarca de recent creació, l'Horta Oest, i l'actual Horta Sud. Tanmateix, els canvis i acords del 2022 van fer desaparèixer l'anomenada Horta Oest.
La tradicional capital de l'Horta Sud ha estat Torrent, seu del Museu Comarcal de l'Horta Sud.

## Geografia
Limita al nord i a l'est amb la ciutat de València i l'Albufera, al sud amb la Ribera Baixa i la Ribera Alta.

## Municipis
Les dades bàsiques dels «20 municipis», amb les xifres de població del padró municipal d'habitants 2023, són:
| Municipi             | Habitants (2023) | Sup. (km²) | Dens. (2023) (hab./km²) |
| -------------------- | ---------------- | ---------- | ----------------------- |
| Torrent              | 87.295           | 69,2       | 1.261,5                 |
| Mislata              | 45.644           | 2,1        | 21.735,2                |
| Aldaia               | 33.376           | 19,9       | 1.677,2                 |
| Manises              | 31.573           | 16,1       | 1.961,1                 |
| Xirivella            | 30.749           | 5,2        | 5.913,3                 |
| Alaquàs              | 29.825           | 3,9        | 7.647,4                 |
| Catarroja            | 29.316           | 13,0       | 2.248,2                 |
| Paiporta             | 27.124           | 3,9        | 6.954,9                 |
| Quart de Poblet      | 25.590           | 19,7       | 1.299,0                 |
| Picassent            | 22.236           | 85,8       | 259,2                   |
| Alfafar              | 21.879           | 10,1       | 2.166,2                 |
| Silla                | 19.683           | 25,0       | 787,3                   |
| Albal                | 17.024           | 7,4        | 2.300,5                 |
| Benetússer           | 15.879           | 0,8        | 20.893,4                |
| Picanya              | 11.760           | 7,5        | 1.568,0                 |
| Sedaví               | 10.637           | 1,8        | 5.812,6                 |
| Alcàsser             | 10.575           | 9,0        | 1.173,7                 |
| Massanassa           | 10.146           | 5,6        | 1.811,8                 |
| Beniparrell          | 2.074            | 3,7        | 560,5                   |
| Llocnou de la Corona | 124              | 0,013      | 9.687,5                 |
| Horta Sud            | 482.509          | 309,7      | 1.558,0                 |

## Història
Antigament, la Comarca de l'Horta de València incloïa les actuals comarques de l'Horta Nord, l'Horta Sud i la ciutat de València. A causa del creixement de totes estes comarques es va dividir quatre comarques, separant l'Horta Sud en l'Horta Oest, comarca creada el 1988 i eliminada el 2022.
La comarca de l'Horta Sud és de creació moderna, l'any 1989, i comprèn part de l'antiga comarca de la Ribera Baixa, i part de la històrica Horta de València. Aquestes comarques antigues apareixen al mapa de comarques d'Emili Beüt "Comarques naturals del Regne de València" publicat l'any 1934.

## Equipaments

### Museus
- Museu Comarcal de l'Horta Sud